# Benedykt Tadeusz Kamieński
Benedykt Tadeusz Kamieński (Kamiński) herbu Rola – sędzia ziemiański lidzki w 1792 roku, pisarz ziemski lidzki w latach 1772–1792, stolnik lidzki w latach 1768–1772, sędzia grodzki lidzki w latach 1766–1772, poseł powiatu lidzkiego na Sejm Czteroletni w 1788 roku.
Poseł na sejm 1778 roku z powiatu lidzkiego.